# Saint-Martin-l'Astier
Pour les articles homonymes, voir Saint-Martin et Astier.
Saint-Martin-l'Astier est une commune française située dans le département de la Dordogne, en région Nouvelle-Aquitaine.

## Géographie

### Généralités
Dans l'ouest du département de la Dordogne, la commune de Saint-Martin-l'Astier est située aux deux tiers nord en forêt de la Double, et en vallée de l'Isle au sud. C'est une commune rurale qui fait partie de l'unité urbaine de Mussidan et de l'aire d'attraction de Montpon-Ménestérol, zonage d’étude défini par l'Insee, qui a remplacé en 2020 l'aire urbaine de Montpon-Ménestérol qui n'incluait pas la commune. Celle-ci était incluse dans l'aire urbaine de Mussidan. Elle est située en rive droite de l'Isle est bordée à l'ouest par son affluent le Grolet.
Le minuscule village de Saint-l'Astier, traversé par la route départementale (RD) 3, se situe, en distances orthodromiques, quatre kilomètres au nord-ouest de Mussidan et quatorze kilomètres à l'est-nord-est de Montpon-Ménestérol.
La commune est également desservie au nord-est par la RD 38.
Entre Saint-Front-de-Pradoux au nord-est et Saint-Laurent-des-Hommes au nord-ouest, le sentier de grande randonnée 646 traverse le territoire communal sur près de quatre kilomètres.

### Communes limitrophes
Saint-Martin-l'Astier est limitrophe de cinq autres communes.
| Saint-Michel-de-Double   | Saint-Étienne-de-Puycorbier |                        |
| Saint-Laurent-des-Hommes | Saint-Martin-l'Astier       | Saint-Front-de-Pradoux |
|                          | Saint-Médard-de-Mussidan    |                        |

### Géologie et relief

#### Géologie
Situé sur la plaque nord du Bassin aquitain et bordé à son extrémité nord-est par une frange du Massif central, le département de la Dordogne présente une grande diversité géologique. Les terrains sont disposés en profondeur en strates régulières, témoins d'une sédimentation sur cette ancienne plate-forme marine. Le département peut ainsi être découpé sur le plan géologique en quatre gradins différenciés selon leur âge géologique. Saint-Martin-l'Astier est située dans le quatrième gradin à partir du nord-est, un plateau formé de dépôts siliceux-gréseux et de calcaires lacustres de l'ère tertiaire.
Les couches affleurantes sur le territoire communal sont constituées de formations superficielles du Quaternaire et de roches sédimentaires datant du Cénozoïque. La formation la plus ancienne, notée e5-6, est la formation de Guizengeard supérieur (Lutétien supérieur à Bartonien supérieur continental). La formation la plus récente, notée CFp, fait partie des formations superficielles de type colluvions indifférenciées de versant, de vallon et plateaux issues d'alluvions, molasses, altérites. Le descriptif de ces couches est détaillé dans  la feuille « no 781 - Montpon-Ménestérol » de la carte géologique au 1/50 000 de la France métropolitaine, et sa notice associée.

Carte géologique de Saint-Martin-l'Astier.

#### Relief et paysages

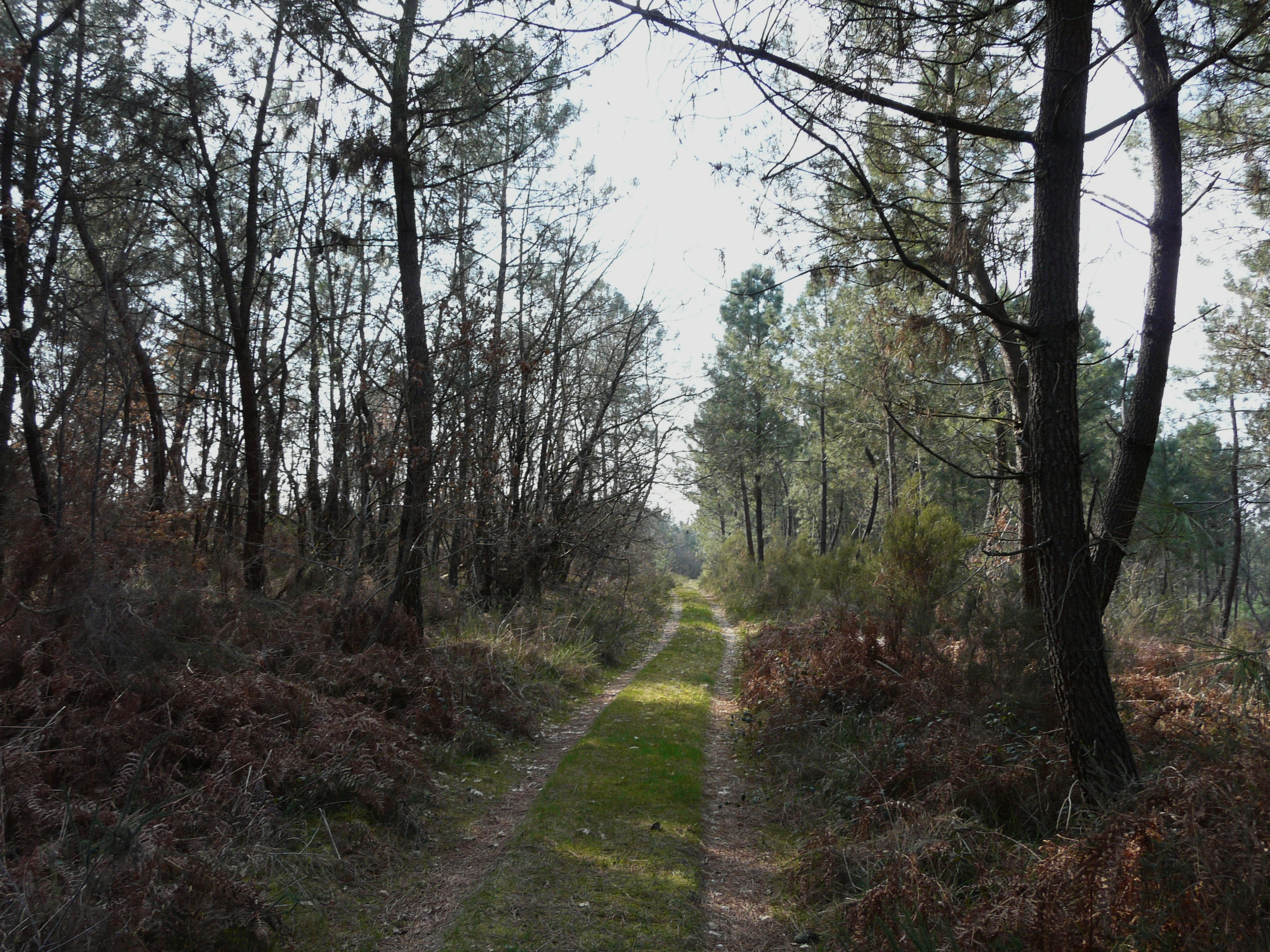
Chemin forestier en forêt de la Double, à l'est du lieu-dit la Métairie, en limites de Saint-Martin-l'Astier et de Saint-Étienne-de-Puycorbier.

Le département de la Dordogne se présente comme un vaste plateau incliné du nord-est (491 m, à la forêt de Vieillecour dans le Nontronnais, à Saint-Pierre-de-Frugie) au sud-ouest (2 m à Lamothe-Montravel). L'altitude du territoire communal varie quant à elle entre 39 mètres au sud-ouest, là où l'Isle quitte la commune et sert de limite entre Saint-Laurent-des-Hommes et Saint-Médard-de-Mussidan, juste en amont du barrage de Chandos, et 147 mètres à l'extrême nord-est, en forêt de la Double, au lieu-dit les Chaumes.
Dans le cadre de la Convention européenne du paysage entrée en vigueur en France le 1er juillet 2006, renforcée par la loi du 8 août 2016 pour la reconquête de la biodiversité, de la nature et des paysages, un atlas des paysages de la Dordogne a été élaboré sous maîtrise d’ouvrage de l’État et publié en octobre 2020. Les paysages du département s'organisent en huit unités paysagères,. La commune est dans l'unité paysagère de la « Vallée de l'Isle », qui présente un profil contrasté : une vallée relativement encaissée, aux coteaux affirmés, dominant le fond de vallée de 60 à 80 m en amont de Mussidan, une vallée plus élargie en aval avec un fond de vallée plat, large de 1,5 à 2 km. À la fois agricole et urbanisée, elle est parcourue par de nombreuses voies de communication,.
La superficie cadastrale de la commune publiée par l'Insee, qui sert de référence dans toutes les statistiques, est de 9,40 km2,,. La superficie géographique, issue de la BD Topo, composante du Référentiel à grande échelle produit par l'IGN, est quant à elle de 9,41 km2.

### Hydrographie

#### Réseau hydrographique
La commune est située dans le bassin de la Dordogne au sein du Bassin Adour-Garonne. Elle est drainée par l'Isle, le Grolet et divers petits cours d'eau, qui constituent un réseau hydrographique de 17 km de longueur totale,.
L'Isle, d'une longueur totale de 255,29 km, prend sa source dans la Haute-Vienne dans la commune de Janailhac et se jette dans la Dordogne — dont elle est le principal affluent — en rive droite face à Arveyres, en limite de Fronsac et de Libourne,. Il borde la commune au sud sur six kilomètres, face à Saint-Médard-de-Mussidan.
Le Grolet, d'une longueur totale de 14,32 km, prend sa source dans la commune de Saint-André-de-Double et se jette en rive droite de l'Isle en limite des communes de Saint-Martin-l'Astier et de Saint-Laurent-des-Hommes, face à Saint-Médard-de-Mussidan,. Il sert de limite naturelle à l'ouest sur près de cinq kilomètres, face à Saint-Michel-de-Double et Saint-Laurent-des-Hommes.

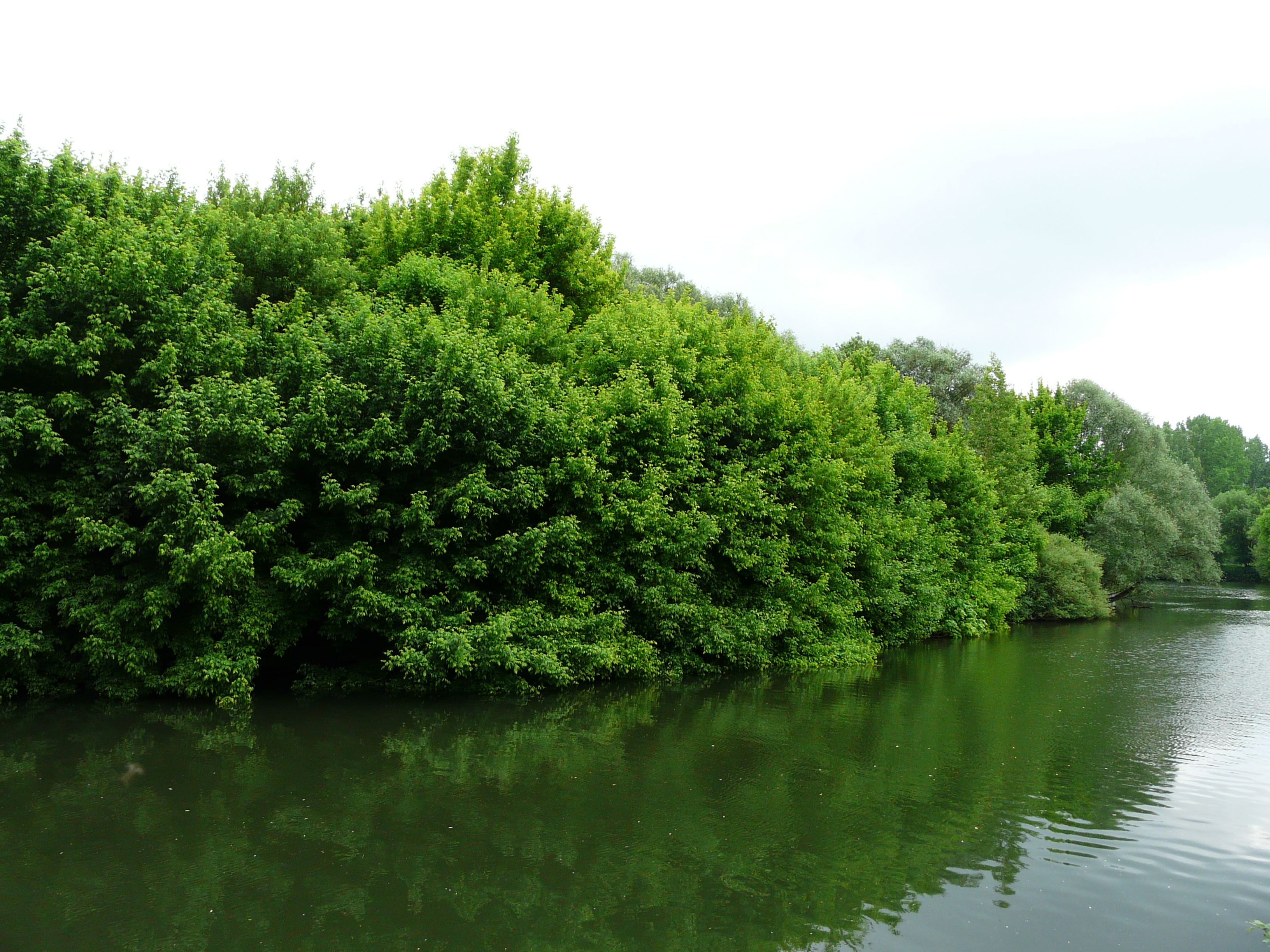
L'Isle en amont de la Roche.
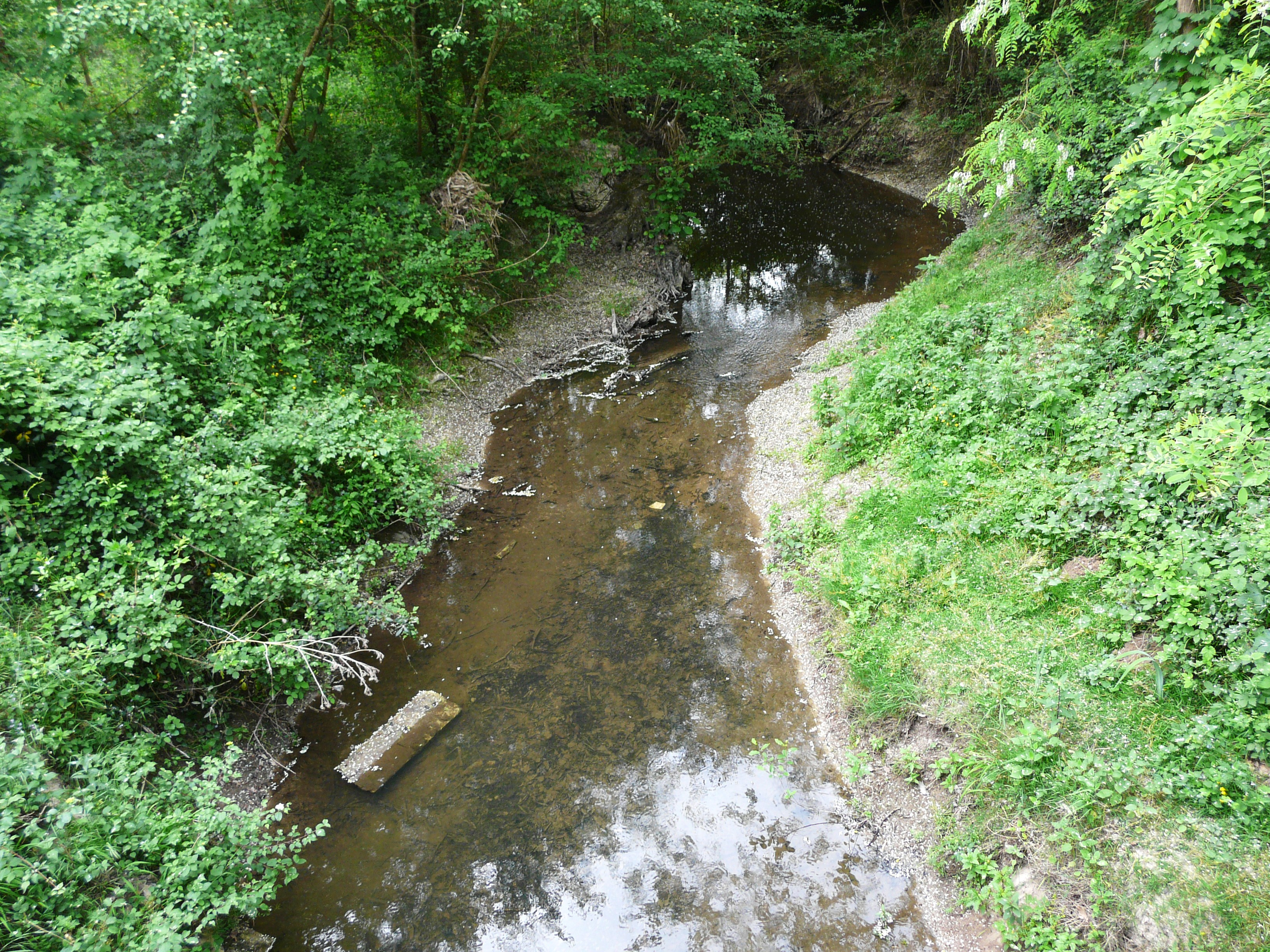
Le Grolet, au pont de la RD 3, marque la limite entre Saint-Martin-l'Astier (à gauche) et Saint-Laurent-des-Hommes.
Réseaux hydrographique et routier de Saint-Martin-l'Astier.

#### Gestion et qualité des eaux
Le territoire communal est couvert par le schéma d'aménagement et de gestion des eaux (SAGE) « Isle - Dronne ». Ce document de planification, dont le territoire regroupe les bassins versants de l'Isle et de la Dronne, d'une superficie de 7 500 km2, a été approuvé le 2 août 2021. La structure porteuse de l'élaboration et de la mise en œuvre est l'établissement public territorial de bassin de la Dordogne (EPIDOR). Il définit sur son territoire les objectifs généraux d’utilisation, de mise en valeur et de protection quantitative et qualitative des ressources en eau superficielle et souterraine, en respect des objectifs de qualité définis dans le troisième SDAGE  du Bassin Adour-Garonne qui couvre la période 2022-2027, approuvé le 10 mars 2022.
La qualité des eaux de baignade et des cours d’eau peut être consultée sur un site dédié géré par les agences de l’eau et l’Agence française pour la biodiversité.

### Climat
Pour des articles plus généraux, voir Climat de la Nouvelle-Aquitaine et Climat de la Dordogne.
Historiquement, la commune est exposée à un climat océanique aquitain.  
En 2020, Météo-France publie une typologie des climats de la France métropolitaine dans laquelle la commune est exposée à un climat océanique et est dans la région climatique  Aquitaine, Gascogne, caractérisée par une pluviométrie abondante au printemps, modérée en automne, un faible ensoleillement au printemps, un été chaud (19,5 °C), des vents faibles, des brouillards fréquents en automne et en hiver et des orages fréquents en été (15 à 20 jours).
Pour la période 1971-2000, la température annuelle moyenne est de 12,4 °C, avec  une amplitude thermique annuelle de 15,4 °C. Le cumul annuel moyen de précipitations est de 870 mm, avec 12 jours de précipitations en janvier et 6,8 jours en juillet. Pour la période 1991-2020, la température moyenne annuelle observée sur la station météorologique la plus proche, située sur la commune de Saint-Martin-de-Ribérac à 19 km à vol d'oiseau, est de 13,5 °C et le cumul annuel moyen de précipitations est de 916,6 mm,. Pour l'avenir, les paramètres climatiques de la commune estimés pour 2050 selon différents scénarios d’émission de gaz à effet de serre sont consultables sur un site dédié publié par Météo-France en novembre 2022.

## Urbanisme

### Typologie
Au 1er janvier 2024, Saint-Martin-l'Astier est catégorisée commune rurale à habitat très dispersé, selon la nouvelle grille communale de densité à 7 niveaux définie par l'Insee en 2022.
Elle appartient à l'unité urbaine de Mussidan, une agglomération intra-départementale dont elle est une commune de la banlieue,. Par ailleurs la commune fait partie de l'aire d'attraction de Montpon-Ménestérol, dont elle est une commune de la couronne,. Cette aire, qui regroupe 13 communes, est catégorisée dans les aires de moins de 50 000 habitants,.

### Occupation des sols
L'occupation des sols de la commune, telle qu'elle ressort de la base de données européenne d’occupation biophysique des sols Corine Land Cover (CLC), est marquée par l'importance des forêts et milieux semi-naturels (64 % en 2018), une proportion sensiblement équivalente à celle de 1990 (63,8 %). La répartition détaillée en 2018 est la suivante : 
forêts (64 %), terres arables (19,1 %), zones agricoles hétérogènes (16,2 %), prairies (0,7 %). L'évolution de l’occupation des sols de la commune et de ses infrastructures peut être observée sur les différentes représentations cartographiques du territoire : la carte de Cassini (XVIIIe siècle), la carte d'état-major (1820-1866) et les cartes ou photos aériennes de l'IGN pour la période actuelle (1950 à aujourd'hui).

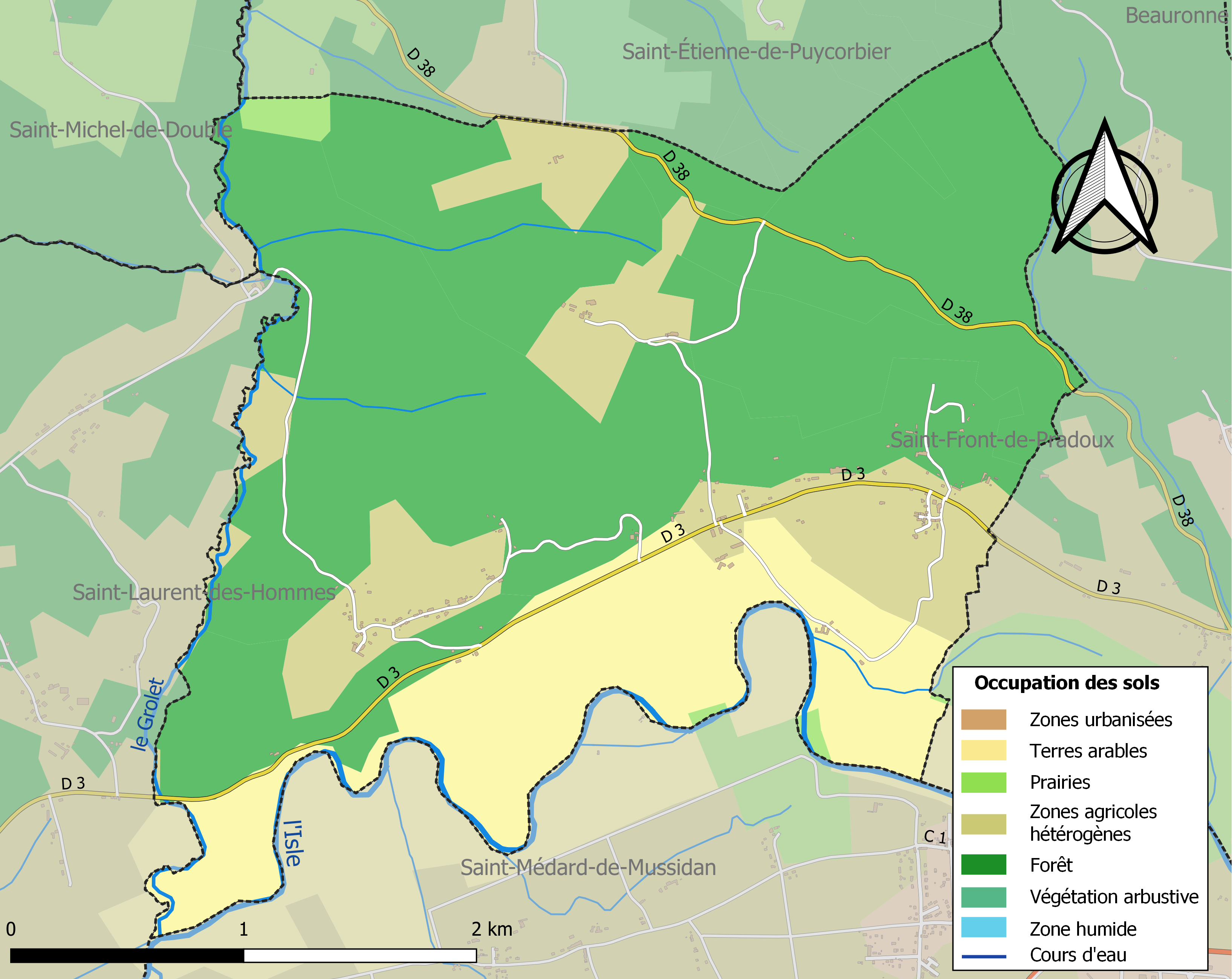
Carte des infrastructures et de l'occupation des sols de la commune en 2018 (CLC).

### Prévention des risques

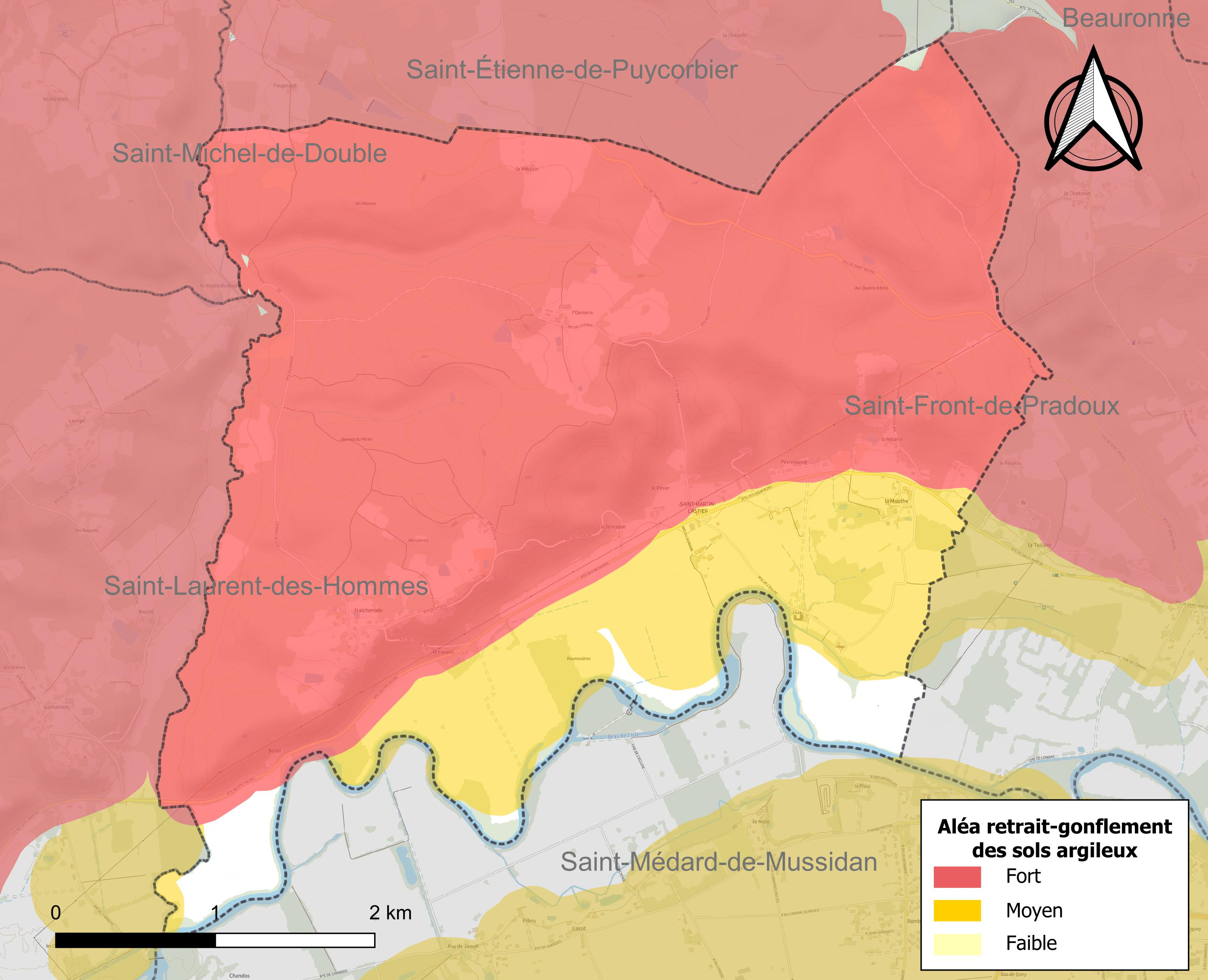
Carte des zones d'aléa retrait-gonflement des sols argileux de Saint-Martin-l'Astier.

Le territoire de la commune de Saint-Martin-l'Astier est vulnérable à différents aléas naturels : météorologiques (tempête, orage, neige, grand froid, canicule ou sécheresse), inondations, feux de forêts, mouvements de terrains et séisme (sismicité très faible). Un site publié par le BRGM permet d'évaluer simplement et rapidement les risques d'un bien localisé soit par son adresse soit par le numéro de sa parcelle.

#### Risques naturels
Certaines parties du territoire communal sont susceptibles d’être affectées par le risque d’inondation par débordement de cours d'eau, notamment l'Isle et le Grolet. La commune a été reconnue en état de catastrophe naturelle au titre des dommages causés par les inondations et coulées de boue survenues en 1982, 1993 et 1999,. Le risque inondation est pris en compte dans l'aménagement du territoire de la commune par le biais du plan de prévention des risques inondation (PPRI) de la « vallée de l'Isle - Mussidanais »  prescrit le 14 mai 2007 et approuvé le 6 juillet 2009, pour les crues de l'Isle, impactant ses rives jusqu'à un kilomètre de largeur sur le territoire communal au sud de la Mouthe, ainsi que la partie aval de son affluent le Grolet, sur ses 1 200 derniers mètres,.
Saint-Martin-l'Astier est exposée au risque de feu de forêt. L’arrêté préfectoral du 14 mars 2013 fixe les conditions de pratique des incinérations et de brûlage dans un objectif de réduire le risque de départs d’incendie. À ce titre, des périodes sont déterminées : interdiction totale du 15 février au 15 mai et du 15 juin au 15 octobre, utilisation réglementée du 16 mai au 14 juin et du 16 octobre au 14 février. En septembre 2020, un plan inter-départemental de protection des forêts contre les incendies (PidPFCI) a été adopté pour la période 2019-2029,.
Les mouvements de terrains susceptibles de se produire sur la commune sont des tassements différentiels. Le retrait-gonflement des sols argileux est susceptible d'engendrer des dommages importants aux bâtiments en cas d’alternance de périodes de sécheresse et de pluie. 94,7 % de la superficie communale est en aléa moyen ou fort (58,6 % au niveau départemental et 48,5 % au niveau national métropolitain). Depuis le 1er octobre 2020, en application de la loi ÉLAN, différentes contraintes s'imposent aux vendeurs, maîtres d'ouvrages ou constructeurs de biens situés dans une zone classée en aléa moyen ou fort,.
La commune a été reconnue en état de catastrophe naturelle au titre des dommages causés par la sécheresse en 1989, 1992, 1997, 2009 et 2011 et par des mouvements de terrain en 1999.

## Toponymie
Le nom de la commune fait référence à saint Martin, évêque de Tours au IVe siècle, et à l'abbaye de Saint-Astier dont dépendait l'église au XIIe siècle. Le terme Astier pourrait également désigner le bras secondaire d'une rivière, une zone inondable ou marécageuse.
En occitan, la commune porte le nom de Sent Martin l'Astier.

## Histoire
La première mention écrite connue du lieu remonte à l'an 1144, sous la forme Sanctus Martinus de Laster. Le nom évolue ensuite en Sanctus Martinus subtus Moissida (« Saint Martin sous Mussidan »), tenant compte de la proximité de Mussidan, avant de se fixer à la graphie actuelle dès le XIVe siècle.
Sur la carte de Cassini représentant la France entre 1756 et 1789, le village est identifié sous le nom de « Saint Martin Lastier ».

## Politique et administration

### Intercommunalité
Fin 2002, Saint-Martin-l'Astier intègre dès sa création la communauté de communes du Mussidanais en Périgord. Celle-ci disparaît au 31 décembre 2016, remplacée au 1er janvier 2017 par la communauté de communes Isle et Crempse en Périgord.

### Administration municipale
La population de la commune étant comprise entre 100 et 499 habitants au recensement de 2017, onze conseillers municipaux ont été élus en 2020,.

### Liste des maires

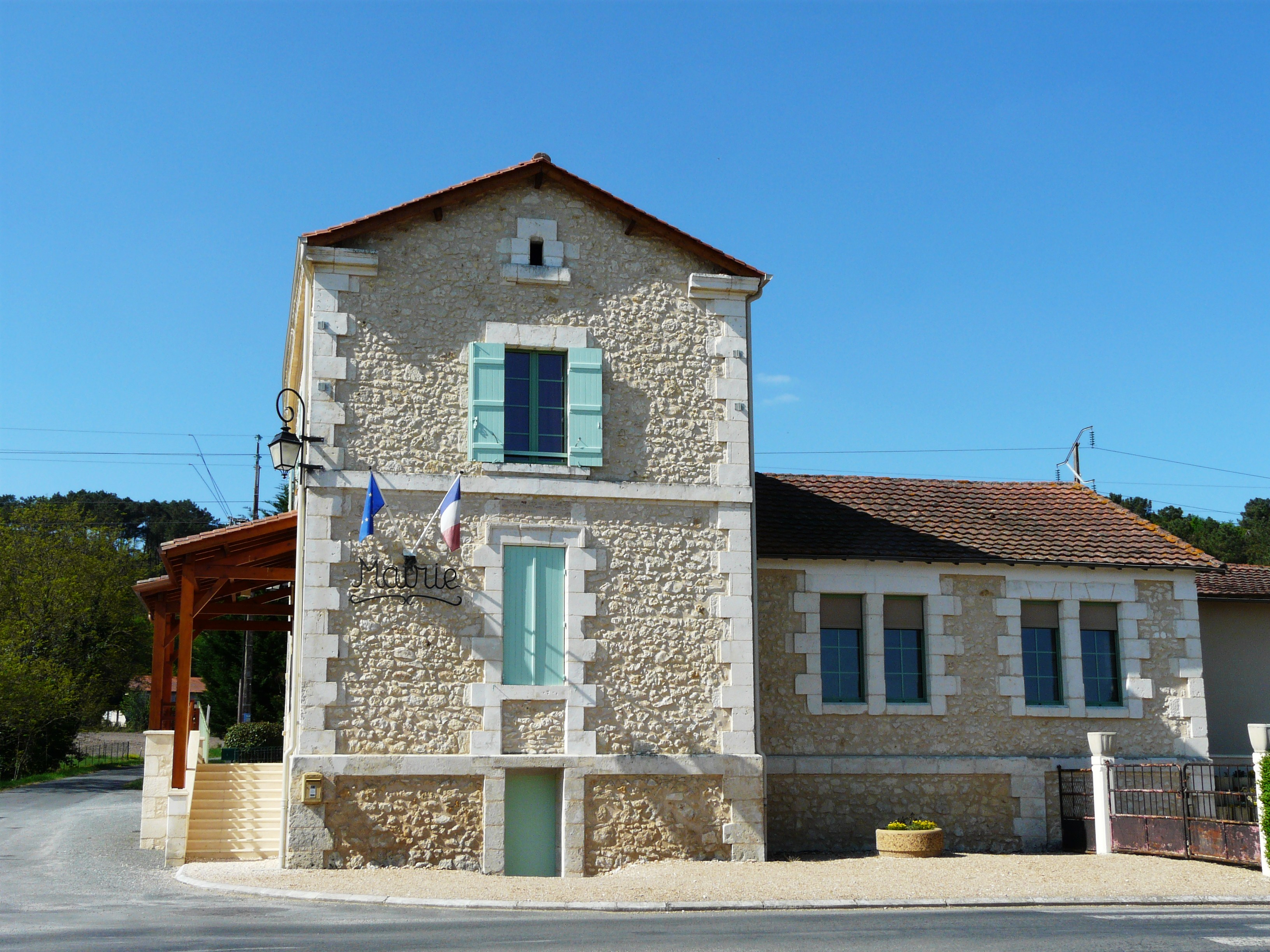
La mairie.

| Période                                  | Période        | Identité           | Étiquette         | Qualité           |
| ---------------------------------------- | -------------- | ------------------ | ----------------- | ----------------- |
| Les données manquantes sont à compléter. |                |                    |                   |                   |
| 1836                                     | (1848 ou 1849) | Guillaume Dufourgt |                   |                   |
| 1849                                     | 1865           | Louis Montillaud   |                   |                   |
| 1865                                     | 1871           | Léonard Durant     |                   |                   |
| 1871                                     | 1872           | Mathieu Bergerie   |                   |                   |
| 1872                                     | 1876           | Léonard Durand     |                   |                   |
| 1876                                     | (1876 ou 1877) | Jean Casset        |                   |                   |
| (1876 ou 1877)                           | 1878           | E. Tavernier       |                   |                   |
| 1878                                     | 1892           | Jean Malmoustier   |                   |                   |
| 1892                                     | mai 1904       | Michel Petit       |                   |                   |
| mai 1904                                 | 1912           | Henri Faure        |                   |                   |
| mai 1912                                 | 1944           | Henri Picard       |                   |                   |
| novembre 1944                            | mars 1959      | Jean Clerc (père)  | SE                | Agriculteur       |
| mars 1959                                | juin 1995      | Jean Clerc (fils)  | SE, proche du PCF |                   |
| juin 1995 (réélu en mai 2020)            | En cours       | Jean-Luc Tomski    | SE                | Électrotechnicien |

## Équipements et services publics

### Justice
En 2023, dans le domaine judiciaire, Saint-Martin-l'Astier relève : 
- du tribunal judiciaire, du tribunal pour enfants, du conseil de prud'hommes et du tribunal de commerce de Périgueux ;
- du pôle Nationalité du tribunal judiciaire de Périgueux (compétent uniquement dans le domaine de la nationalité) ;
- de la cour d'appel, du tribunal administratif et de la  cour administrative d'appel de Bordeaux.

## Population et société

### Démographie
Les habitants de Saint-Martin-l'Astier se nomment les Saint-Martinois.
L'évolution du nombre d'habitants est connue à travers les recensements de la population effectués dans la commune depuis 1793. Pour les communes de moins de 10 000 habitants, une enquête de recensement portant sur toute la population est réalisée tous les cinq ans, les populations de référence des années intermédiaires étant quant à elles estimées par interpolation ou extrapolation. Pour la commune, le premier recensement exhaustif entrant dans le cadre du nouveau dispositif a été réalisé en 2004.

En 2022, la commune comptait 140 habitants, en évolution de +1,45 % par rapport à 2016 (Dordogne : +0,37 %, France hors Mayotte : +2,11 %).
| 1793 | 1800 | 1806 | 1821 | 1831 | 1836 | 1841 | 1846 | 1851 |
| ---- | ---- | ---- | ---- | ---- | ---- | ---- | ---- | ---- |
| 232  | 234  | 322  | 323  | 386  | 401  | 341  | 334  | 311  |

| 1856 | 1861 | 1866 | 1872 | 1876 | 1881 | 1886 | 1891 | 1896 |
| ---- | ---- | ---- | ---- | ---- | ---- | ---- | ---- | ---- |
| 313  | 309  | 290  | 262  | 263  | 255  | 274  | 234  | 199  |

| 1901 | 1906 | 1911 | 1921 | 1926 | 1931 | 1936 | 1946 | 1954 |
| ---- | ---- | ---- | ---- | ---- | ---- | ---- | ---- | ---- |
| 218  | 217  | 188  | 159  | 152  | 149  | 152  | 125  | 145  |

| 1962 | 1968 | 1975 | 1982 | 1990 | 1999 | 2004 | 2006 | 2009 |
| ---- | ---- | ---- | ---- | ---- | ---- | ---- | ---- | ---- |
| 119  | 128  | 120  | 140  | 152  | 137  | 138  | 137  | 126  |

| 2014 | 2019 | 2022 | - | - | - | - | - | - |
| ---- | ---- | ---- | - | - | - | - | - | - |
| 138  | 138  | 140  | - | - | - | - | - | - |

## Économie

### Emploi
En 2015, parmi la population communale comprise entre 15 et 64 ans, les actifs représentent soixante-sept personnes, soit 48,2 % de la population municipale. Le nombre de chômeurs (six) a diminué par rapport à 2010 (huit) et le taux de chômage de cette population active s'établit à 9,0 %.

### Établissements
Au 31 décembre 2015, la commune compte quatorze établissements, dont quatre au niveau des commerces, transports ou services, quatre dans l'agriculture, la sylviculture ou la pêche, trois dans l'industrie, deux relatifs au secteur administratif, à l'enseignement, à la santé ou à l'action sociale, et un dans la construction.

## Culture locale et patrimoine

### Lieux et monuments
- Église Saint-Martin, romane dont le clocher-tour octogonal initialement attribué au IXe siècle[66], daterait du XIe – XIIe siècle[67]. Elle est inscrite au titre des monuments historiques depuis 1948[68]
- Manoir de la Roche, XIXe siècle[69].

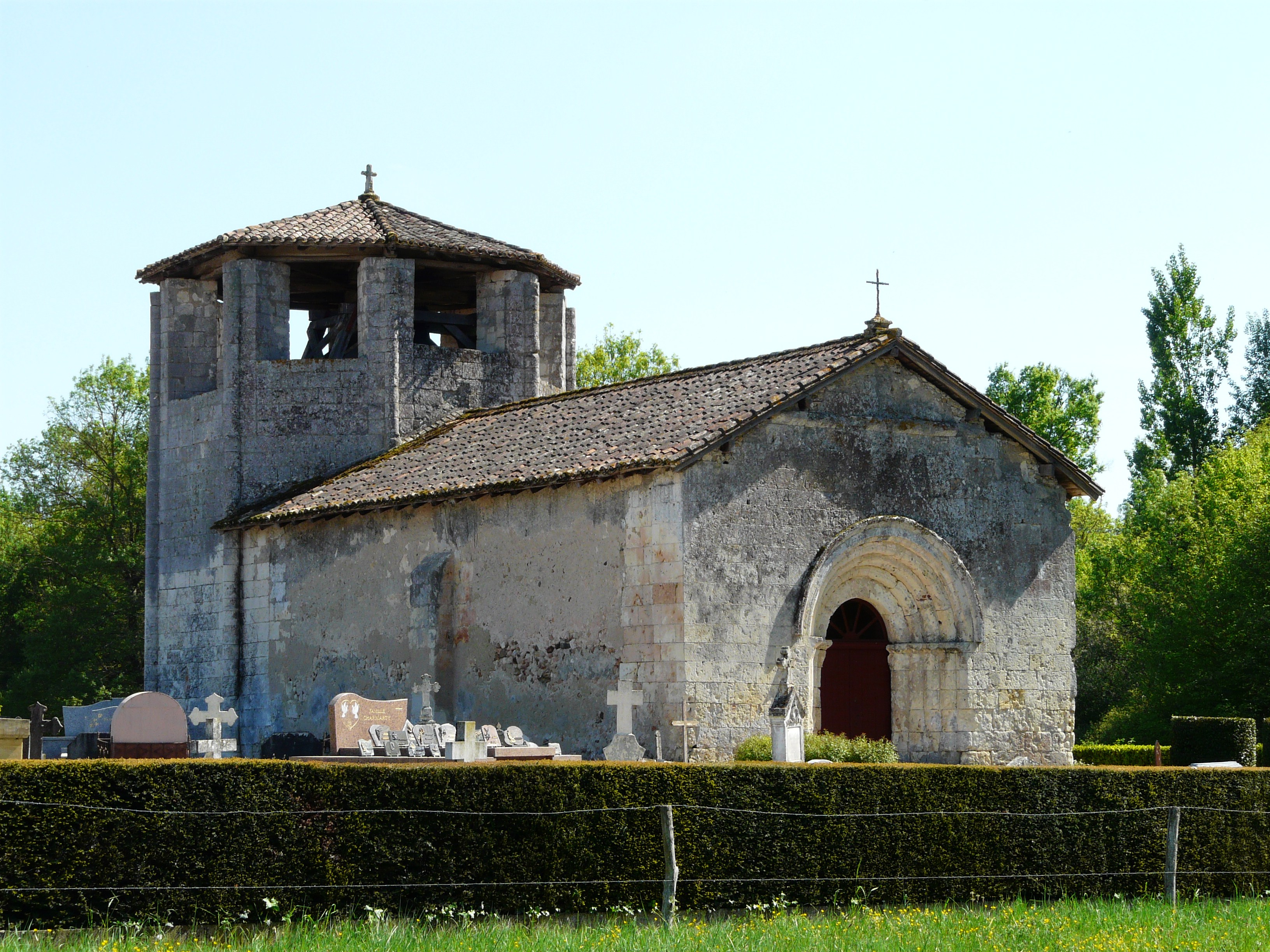
L'église Saint-Martin.
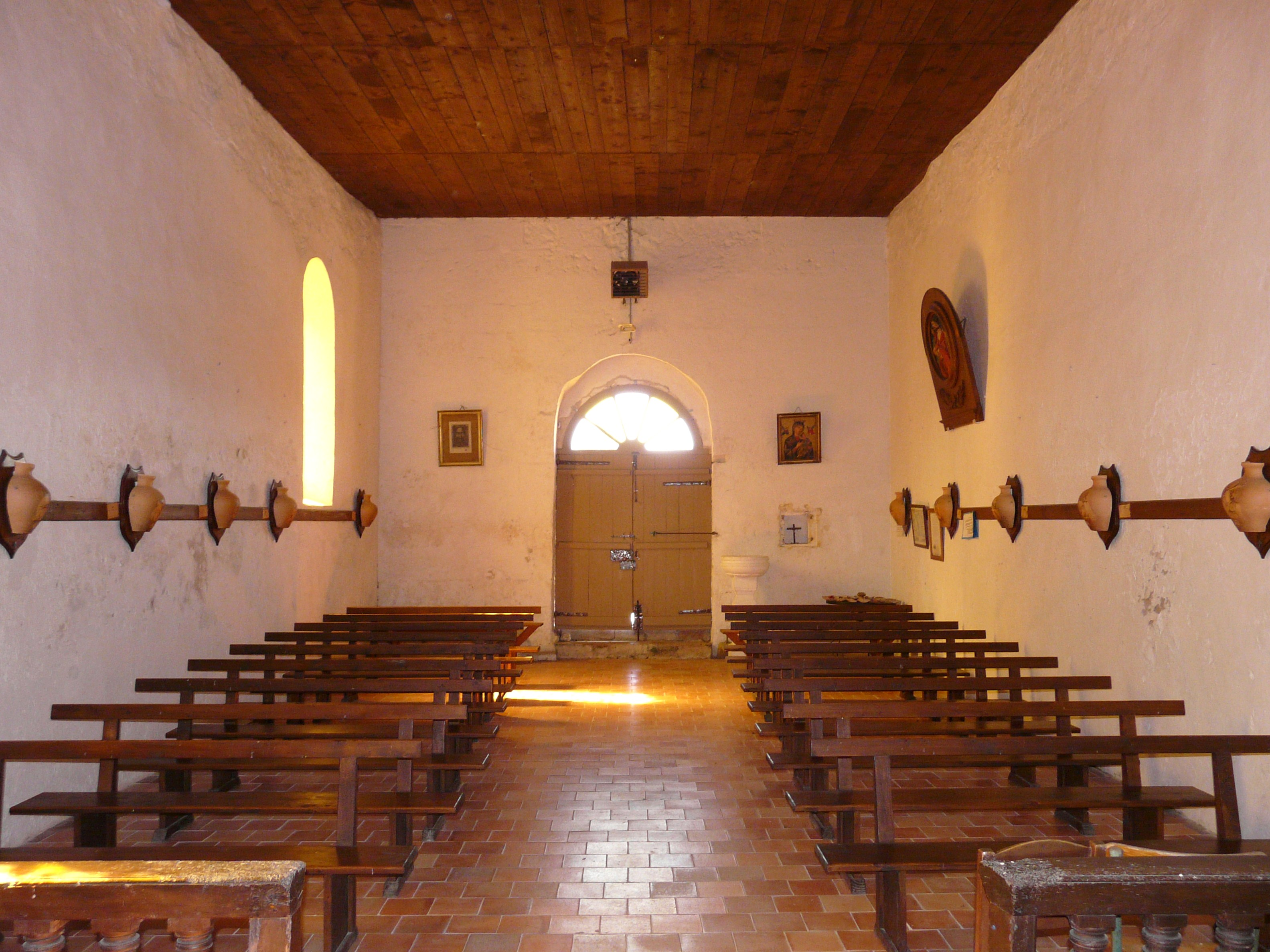
La nef de l'église.
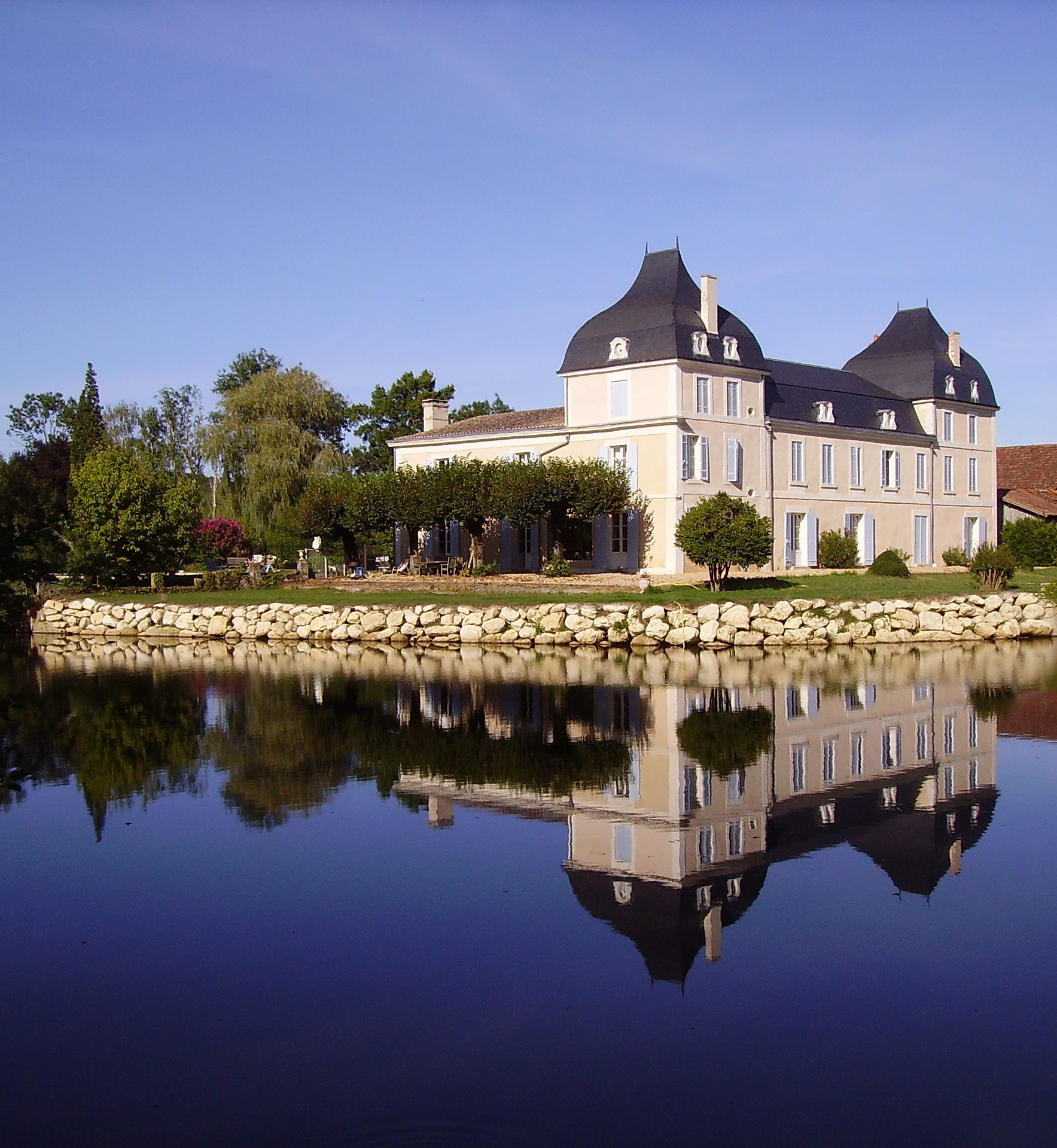
Le manoir de la Roche au bord de l'Isle.

### Patrimoine naturel
Située au sud de la forêt de la Double et bordée par l'Isle, la commune représente un grand intérêt pour la faune et la flore locales. Des zones de protection y sont donc délimitées.

#### Natura 2000

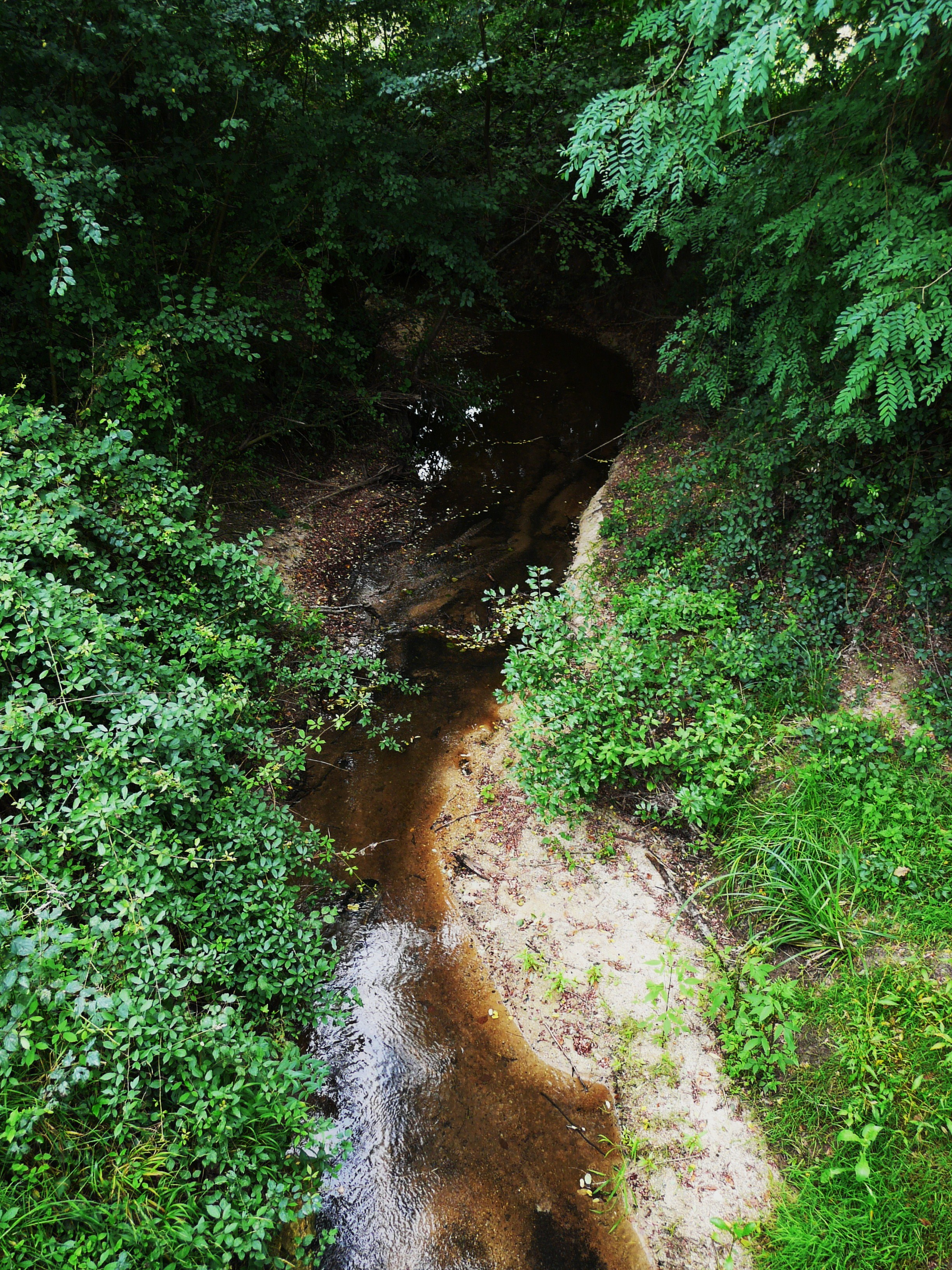
Le Grolet en période de sécheresse.

Deux sites Natura 2000 sont présents sur le territoire communal.
La vallée du  Grolet  fait partie des vallées de la Double, considérées comme site important par le réseau Natura 2000 pour la conservation d'espèces animales européennes menacées,. On peut y trouver notamment la cistude d'Europe (Emis orbicularis), l'écrevisse à pattes blanches (Austropotamobius pallipes), la loutre (Lutra lutra), le vison d'Europe (Mustela lutreola), le chabot commun (Cottus gobio) ou encore la lamproie de Planer (Lampetra planeri).
Depuis Périgueux jusqu'à sa confluence avec la Dordogne, l'Isle et sa vallée, ensemble de prairies et de cultures, représentent un site très important pour le vison d'Europe ainsi que pour une libellule : le gomphe de Graslin (Gomphus gaslinii). Outre la cistude d'Europe et l'écrevisse à pattes blanches, on y trouve également des aires de reproduction de six espèces de poissons dont des lamproies et des aloses.

#### ZNIEFF
Sur toute sa bordure sud, la commune présente une zone naturelle d'intérêt écologique, faunistique et floristique (ZNIEFF) de type 2 qui comprend la totalité de la vallée de l'Isle : la « vallée de l'Isle de Saint-Médard-de-Mussidan à Montpon ». Ce site de prairies alluviales humides est favorable à une flore spécifique ainsi qu'à une avifaune diversifiée qui y passe l'hiver (vanneaux, pluviers, hérons cendrés) ou qui y niche (chouettes chevêches, pies-grièches),.

### Héraldique
| Blason de Saint-Martin-l'Astier | Blason  | Parti : au 1er d'azur à trois pattes de griffon d'argent, au 2e d'or à trois bandes de sinople. |
| Blason de Saint-Martin-l'Astier | Détails | Le statut officiel du blason reste à déterminer.                                                |

## Pour approfondir